# Pentax 645NII
Pentax 645N II — профессиональный среднеформатный автофокусный однообъективный зеркальный фотоаппарат. Рассчитан на роликовую плёнку типа 120, 220 или 70 мм плёнку. С производства снят. Предназначен для полевой и студийной съёмки. Камера сохранила в себе базовые функции своей предшественницы 645N и дополнена новыми функциями:
- предварительный подъём зеркала;
- возможность впечатывания на плёнку вне поля кадра дополнительных параметров съёмки (буквенное обозначение камеры, номер плёнки, номер кадра, установленный режим экспозиции (Av, Tv и др.), выдержка, диафрагма, режим экспозамера, экспокоррекция, фокусное расстояние объектива);
- возможность выбора шага экспокоррекции 1/2 EV или 1/3 EV в диапазоне ±3 EV;
- 10 функций пользователя для тонкой настройки камеры.